# 第9軍 (美國)
第九軍（英語：IX Corps）是美國陸軍已解編的軍級單位，自第二次世界大戰期間就開始佈署在太平洋地區，但沒有參與作戰，戰爭結束後擔任北海道的佔領軍。韓戰期間中扮演重要角色，是聯合國軍的主要力量之一，於1994年解編。

## 歷史

### 第一次世界大戰
第九軍的血統可以追朔到南北戰爭的聯邦軍第九軍。現代第九軍最初於1918年11月在利尼昂巴魯瓦成立，隸屬美國第二軍團，1919年5月5日在法國解編。
第九軍也於1921年7月29日編列在預備役部隊之中，雖然它並沒有被正式啟用，但仍保留在陸軍的組織隊伍中，以在需要時可以召集部隊。1933年10月1日，第九軍被轉移到正規軍，但仍然處於停用狀態。

### 第二次世界大戰
第九軍1940年10月24日在路易斯堡重啟，當時美軍正在為世界各地的衝突進行增編，第九軍開始訓練作戰部隊，為佈署做好準備。1941年，第九軍在莫瑞營訓練陸軍國民警衛隊。1941年末的珍珠港事件發生之後，第九軍被指派防守美國西海岸的中北部地區。第九軍在整個戰爭中的主要職責是支援西海岸的防禦，直到1944年移至麥克弗森堡訓練，準備前往亞洲-太平洋戰區。
1944年12月25日，第九軍離開麥克弗森堡前往夏威夷，由美國第十軍團指揮，第九軍有兩個任務，一個是針對被日軍佔領的中國沿海制定進攻計畫，另一個任務是籌備將第十軍團移至沖繩，並於1945年4月展開。當麥克阿瑟上將指揮整個太平洋部隊後，第九軍在1945年7月被調至菲律賓禮智省，由美國第六軍團指揮參與沒落行動，任務是攻擊日本九州，並在日本投降後進行佔領工作，這時候第九軍下轄第77步兵師、第81步兵師、第98步兵師等總共79,000名士兵。但在投下兩顆原子彈之後，日本於1945年8月投降，第九軍也取消攻擊計畫。
日本投降後，第九軍成為北海道的佔領軍，1945年10月前往札幌市進行佔領工作，接下來的幾年都在監督與執行扣押日本軍事物資及設施，解除日本武裝。第九軍的職責還包括處理歸國的日本人、產業轉換。
隨著佔領工作完成，越來越多美軍部隊返國，佔領軍規模開始縮小。1950年，第六軍團離開日本，佔領軍由美國第八軍團指揮第一軍（下轄第24步兵師和第25步兵師）及第九軍（下轄第1騎兵師和第7步兵師），第九軍後來因為規模縮小轉移到仙台市，直到1950年3月28日解編，其指揮職責與其他單位合併。

### 韓戰時期
韓戰爆發後，大批美軍部隊從日本進駐南韓，首當其衝的第八軍團要求成立三個軍總部，以加強對聯合國部隊的指揮。第九軍於1950年8月10日在謝里登堡重啟，大部分的人力都來自美國第五軍團。

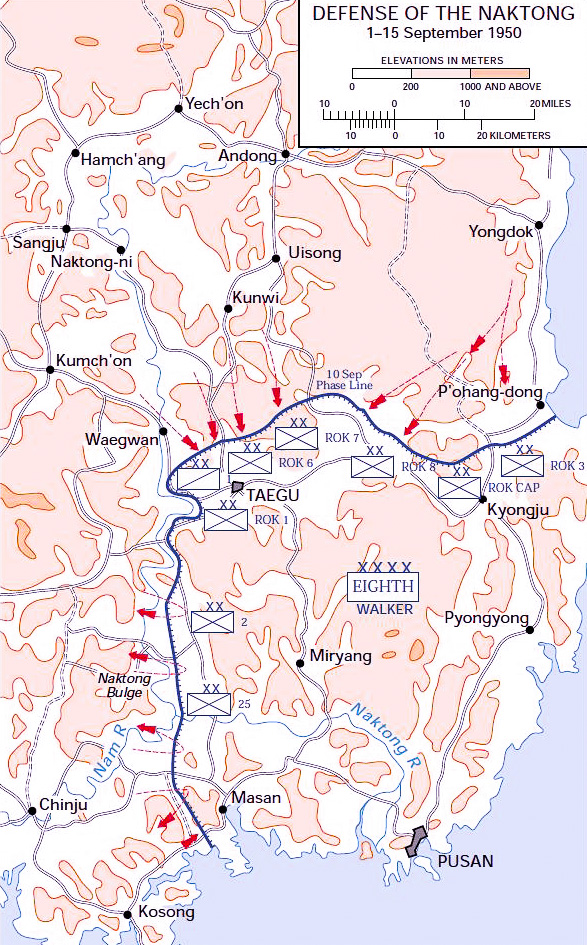
釜山外圍的防禦地圖。

第九軍在1950年9月22日抵達釜山外圍，指揮第2步兵師和第25步兵師，負責保衛外圍西側的洛東江地區，防止朝鮮人民軍的進攻。
仁川登陸後，聯合國軍在1950年9月期間發動反攻往北方推進，越過三八線。10月下旬與中國人民志願軍交戰後被擊退。這時第九軍在中線，西海岸則是第一軍，另外東海岸還有第十軍，準備發動聖誕節回家攻勢。
聯合國軍於11月24日重新開始進攻，第八軍團在指揮西翼的第一軍、中線的第九軍、東翼的韓國第二軍發動進攻，但被中國人民志願軍第二階段進攻擋下，第2步兵師和第25步兵師皆遭到重創，聯合國軍被迫退出北韓，第九軍通過安州市沿著西海岸撤退至安全地帶。
在撤退後，遭重挫的第八軍團在12月下旬進行重組，第2步兵師和第25步兵師被判定為失去戰鬥力，轉為第八軍團的預備隊進行重建，第九軍重新分配到了第1騎兵師、第24步兵師、第1陸戰師、韓國第6步兵師、第187空降團戰鬥隊。
1951年1月1日，五十萬名中國人民志願軍襲擊了第八軍團在臨津江的防線，迫使聯合國軍撤退80公里，志願軍也成功佔領首爾。但中國人民志願軍進攻太遠，以至於補給線無法充分支援整個戰線，陷入僵局，而第八軍團開始準備反攻。

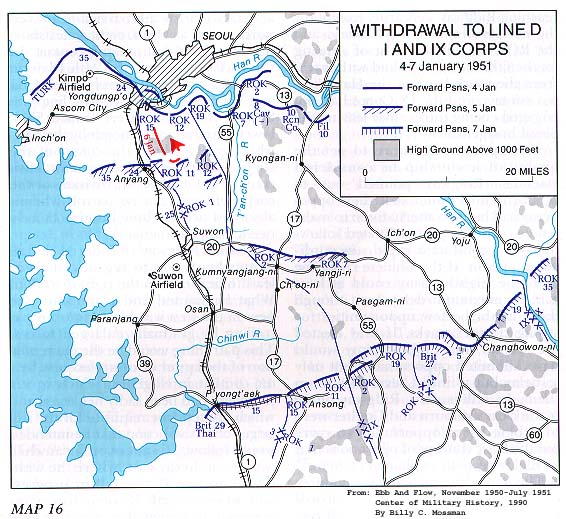
1951年退出防線的第一軍與第九軍地圖。

在首爾南部建立防線後，馬修·李奇威中將於1月25日命令第一軍、第九軍、第十軍對中國人民志願軍發動進攻，這三個軍在漢江兩岸以第九軍為中心向北前進，在重砲和密接空中支援協助下穩定前進，總目標是佔領首爾。第九軍的任務是佔領砥平里，並向另外兩個軍提供支援，但在2月2日進入砥平里周遭丘陵時，第九軍遭到中國人民志願軍的強烈抵抗，志願軍使用機槍陣地和挖開道路阻撓聯合國軍前進。第十軍發動圍捕行動以減輕第九軍負擔並迫使志願軍放棄首爾。
第九軍於2月和3月之間參與殺手行動，迫使中國人民志願軍退到漢江以北，接續的撕裂者行動使聯合國軍於3月攻下首爾。第1陸戰師與第187空降團戰鬥隊也於3月脫離第九軍，改由第7步兵師和韓國第2步兵師接替。
4月下旬，486,000名中國人民志願軍發起反攻，攻擊第一軍及第九軍的防線，雖然大部分的聯合國軍擋下了這波進攻，但志願軍成功重挫韓國第6步兵師並突破加平郡，滲透防線並威脅西邊的美國部隊，聯合國軍的防線退回首爾。中國人民志願軍於次月的進攻也沒有成功，5月至6月時聯合國軍發動反攻，雙方陷入僵持狀態。
1951年9月，聯合國軍中線的第24步兵師在華川水壩西邊發起明登行動。在經歷數次的互相反攻後，雙方開始進行和平談判。1952年1月，第九軍再次改組，下轄第7步兵師和新重啟的第45步兵師，兩個月後加入了第2步兵師、第40步兵師、韓國第2步兵師、韓國第3步兵師以及韓國首都師。
1952年10月，中國人民志願軍對第九軍進行了大規模的進攻，針對鐵原、金華、平壤的鐵三角地區周圍的丘陵。志願軍與聯合國軍互相爭奪著山頭，直到兩周後志願軍撤退。1952年10月14日，第九軍發起攤牌行動，目的是透過佔領丘陵迫使志願軍的防線退後。第7步兵師在前進時遭到志願軍的強烈抵抗，最後成功奪回4個山丘。在這場戰役中，聯合國軍沒有達成目標。1952年底，由於停戰談判未能成功進行，雙方仍然進行一系列小衝突。
1953年1月，第九軍進行了最後一次重組，現在完全由韓國軍隊組成，包含韓國第3步兵師、首都師、第9步兵師的指揮權，軍的陣地一樣圍繞著鐵原，第一軍在西側，韓國第二軍在東側。韓國第二軍在1953年7月發起許多進攻，但第九軍沒有完全參與，通常只有連級規模的戰鬥。

### 1953年以後
韓戰結束後，第九軍繼續留在前線防止再度爆發衝突，直到1954年1月1日脫離美國第八軍團改隸屬於美國陸軍駐遠東部隊，與第十六軍駐紮在仙台。1956年11月，第九軍移到沖繩的巴克納堡，其下轄的師交由其他單位指揮。1957年1月1日與美國陸軍在琉球的司令部合併，負責美國陸軍在琉球的行政監督。

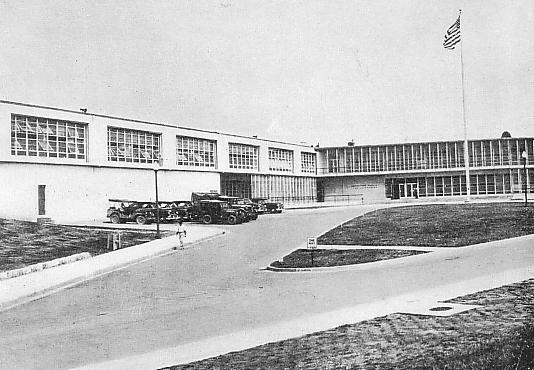
1955年拍攝的琉球司令部。

1961年，第九軍的一部分被拆分為第9區域支援司令部，隸屬於美國太平洋陸軍。
1972年5月15日，沖繩重歸日本控制，第九軍也退出沖繩，與美國駐日陸軍合併，在座間基地組成美國駐日陸軍第九軍（U.S. Army, Japan/IX Corps），負責對該地區的美國陸軍進行訓練和行政監督，直到1994年第九軍被解編，其血統也由第9戰區軍區司令部繼承。

## 榮譽

### 參戰飄帶
| 戰爭           | 飄帶                                          | 年分          |
| -------------- | --------------------------------------------- | ------------- |
| 第二次世界大戰 | 亞洲-太平洋戰區 Asiatic Pacific Theater       | 無            |
| 韓戰           | 聯合國進攻 UN Offensive                       | 1950年        |
| 韓戰           | 中國人民志願軍干預 CCF Intervention           | 1950年        |
| 韓戰           | 聯合國1950年9月反攻 First UN Counteroffensive | 1950年        |
| 韓戰           | 中國人民志願軍春季進攻 CCF Spring Offensive   | 1951年        |
| 韓戰           | 聯合國夏秋進攻 UN Summer-Fall Offensive       | 1951年        |
| 韓戰           | 第二次韓國冬季 Second Korean Winter           | 1951年–1952年 |
| 韓戰           | 韓國1952年夏秋 Korea, Summer-Fall 1952        | 1952年        |
| 韓戰           | 第三次韓國冬季 Third Korean Winter            | 1952年–1953年 |
| 韓戰           | 韓國1953年夏季 Korea, Summer 1953             | 1953年        |

### 單位勛獎
| 勳表                                                                                                  | 名稱                   | 年分          | 成就       |
| --- | ---------------------- | ------------- | ---------- |
| White ribbon with vertical green and red stripes on its edges and a red and blue circle in the middle | 大韓民國大統領部隊表彰 | 1950年        | 在韓國服役 |
| White ribbon with vertical green and red stripes on its edges and a red and blue circle in the middle | 大韓民國大統領部隊表彰 | 1952年–1953年 | 在韓國服役 |

### 書目
- Varhola, Michael J. . 2000. ISBN 978-1-882810-44-4 （英语）.
- Alexander, Bevin, , 2003, ISBN 978-0-7818-1019-7 （英语）
- Malkasian, Carter, , 2001, ISBN 978-1-84176-282-1 （英语）